# でか美ちゃん
でか美ちゃん（でかみちゃん、本名：仲井 優希〈なかい ゆき〉、1991年〈平成3年〉5月3日 - ）は、日本の歌手、タレント。
三重県松阪市出身。2021年12月24日、「ぱいぱいでか美」から「でか美ちゃん」に改名。
音楽ライブ・トークライブを中心にDJや司会業などを行う。血液型はO型。身長158.5cm。
夫はピン芸人のサツマカワRPG。

## 来歴

### 幼少期から学生時代
異父兄（母の連れ子）がいる。幼い頃からハロー!プロジェクトの楽曲に親しみ、中学3年の頃から歌手になることに憧れていた。学生時代は学級委員を務めた。
高校は進学校の三重県立津高等学校で学び、軽音楽部に入って活動する。その後も歌手になりたい夢を諦められず、親の許可を得て専門学校へ進学を決意する。
2010年に19歳で日本工学院八王子専門学校へ入学し、キャンパスを同じくする東京工科大学のサークルに加入して先輩とバンド活動を始める。バンドではキーボードとボーカルを務めた。2012年12月12日にバンドが解散し、その後はソロ活動を開始する。本人はバンド活動の継続を望んでいたが、先輩がパチンコに没頭して止むを得ず解散した。解散後の12月15日にソロライブで弾き語りを披露したが、自分に合わないと判断して踊りに転向する。

### インディーズとして
インディーズとして活動を続けてコアなファンを獲得した。
2014年5月31日に、大森靖子のプロデュースでシングル「PAINPU」を発表し、ジャケットに自身のヌード写真を採用した。6月25日に、デビューアルバム「レッツドリーム小学校」を発売してタワーレコード新宿店のオリジナル企画「NO MUSIC, NO IDOL?」コラボレーションポスター第57弾に登場、発売前日の6月24日から日本全国の9店舗にポスターが掲出され、7月10日に同店で発売記念イベントを開催。

### 芸能界にデビュー
2014年8月10日に「アイドル史上最も下品な芸名をつけてしまったこと」で『有吉反省会』（日本テレビ）に出演、これがきっかけで事務所（パーフェクトミュージック）への所属が決まり、以来番組終了まで「いつもいる反省人」枠として出演していた。
2016年4月20日 - 5月8日、避妊やエイズを含む性感染症予防に有効なコンドーム利用啓発のための、ラブ活推進プロジェクト「くわえゴム」キャンペーン・キャンペーンアンバサダーを務める。
2017年8月に、西井万理那を中心とするアイドルユニット「APOKALIPPPS」に加入して「プレイングマネージャー」として活動する。
2017年10月20日に、初のイメージDVD「STAY GOLD」（竹書房）を発売した。
2018年9月12日に、吉川友とのユニット「吉川友にぱいぱいでか美」を組み、「最高のオンナ」を配信開始した。
2021年4月1日、所属事務所をYU-M エンターテインメントに移籍したことを発表。
2022年12月23日の公演をもって、結成時から所属するアイドルユニット「APOKALIPPPS」を卒業。
2024年3月9日、ピン芸人のサツマカワRPGとの結婚を双方のX（旧Twitter）にて発表した。サツマカワとはつき合う前から、でか美ちゃんに対する好意をすごくストレートに伝えていたということで、「こんなに熱心に自分を見て追いかけてくれる人はいないことが大きかった」ということを話している。

## 芸名
芸名は、あどけない顔つきとFカップの胸に由来する。本人は本名から「ユキ」として活動するものと考えていたが、専門学校時代に入っていたバンドサークルの先輩に名付けられた。理由は「サークルの中で一番胸が大きいから」。本人は「ハイ・リスク&ハイ・リターンな名前」と認識している。名付けられた当時は「覚えやすくていいじゃん」くらいの軽いノリで、その先輩のことが好きで信頼関係が成り立っていたので喜んで受け入れられ、それまで胸が大きいことがコンプレックスだったが、大きい胸をチャームポイントと思っていいと考えが変わったということだったが、その後まさかタレント活動をするとは思っていなかったという。最初、両親にはバンド名は伝えていたが、さすがに芸名までは伝えられなかったという。しかし20歳頃の時に、三重県でライブを行った時に自分は実家に泊まり、「もう隠し通せない」と思ってその時に両親に伝えたところ、「面白いな」などと意外にあっさり受け入れてくれ、近所に宣伝までしてくれたという。
元来グラビアアイドルやエッチなものは好みで、キャラとして周りから定義付けられて生きやすくなったという。
ある番組に出演した際、芸名が下品だと指摘され、「四畳半襖子（よじょうはんふすまこ）」と改名するのはどうかと提案された。
ゲッターズ飯田に占い師ではなく放送作家の立場から「（その芸名のため）テレビのゴールデン帯で、ぱいぱいでか美を起用するのは難しい面がある」と指摘されたことから、下品な芸名の先輩・玉袋筋太郎に「「玉ちゃん」のように別名でも発信していくほうが良い」とのアドバイスを受け、以後「「でか美ちゃん」と呼んでもいいよ」とアピールしている。
2021年12月24日、記者会見を行い「でか美ちゃん」に改名することを正式に発表した。大森靖子からのLINEが改名の後押しになったと猫舌SHOWROOM「豪の部屋」で語っている。

## 人物

### 職業
ライブアイドル活動をしているが、自分自身が想像しているアイドル像であるハロー!プロジェクト（ハロプロ）からかけ離れているため、アイドルとは自称していない。

### 趣味・嗜好
嗣永桃子との出会いがきっかけで、ハロプロを心の支えとしている。一番好きなアルバムはBerryz工房の「5(FIVE)」。テレビっ子である。
2017年の目標は6月30日で芸能界引退が決まっている嗣永と仕事で共演することであった。直接共演することは叶わなかったが、彼女への気持ちを綴った曲『桃色の人生！』を2017年4月5日に発表、同年6月16日に放送された「ミュージャック」（関西テレビ）に出演した際、サプライズで嗣永桃子本人がVTRでコメント出演、嬉しさのあまり涙を流して喜んだ。
なお、中学生の頃は浜崎あゆみや倖田來未、ロックやパンクにも興味を持っていた。
高校生の時には三重県を中心に活動するバンド・at Anytimeと出会い、地元を大事にする精神を学んだと語っている。

### 交友関係
「大森靖子の弟子」を自称しているが、「師匠」である大森との出会いも、「ぱいぱいでか美」の存在を知っていた大森がでか美のTwitterのプロフィールに「嗣永桃子が好きです」と書いてあったのを見て、「ハロプロ好きなら悪い人じゃない」と大森の方からフォローしたことが始まりである。
大森からの信頼は厚く、『有吉反省会』に出演したピエール中野（凛として時雨）が大森と結婚していることを発表した際には、収録当日に「今日ダンナが有吉反省会に行くらしい よろしく!」とLINEが届いたり、大森が「共犯者」を務めるZOCの新メンバーに福田花音（元アンジュルム）が「巫まろ」として加入する際も、ZOCメンバーの西井万理那よりも先に加入を伝えられ、「西井が（福田の加入を）言いそうな素振りがあったら止めてほしい」と依頼されていた。
「30代になってからの目標は、昔からの友達であったファーストサマーウイカに追いつく」「憧れの存在。かっこいいな、かわいいな。なんでも出来て」と思っていることを赤江珠緒たまむすびで述べている。

### 免許・資格
高校を卒業する前の2010年に、普通自動車第一種運転免許をマニュアルで取得している。

### SNS
Twitterでは積極的にエゴサーチを行っており、自身に関するツイートに対して「いいね」を日常的に行っている。このことについて、本人はいわゆるコミュニケーションの一種として捉えている。

## 出演
太字は、現在出演中

### テレビ
- 有吉反省会（2014年8月10日 - 2021年9月25日、日本テレビ） - レギュラー
- 柔道LOVE（2015年11月17日 - 12月1日、テレビ東京）
  - ぱいぱいでか美ＸJUDO 柔道衣でせいかつしてみた
- 第66回NHK紅白歌合戦（2015年12月31日、NHK総合テレビ）※ゲスの極み乙女。のバックコーラスとして出演。
- 笑神様は真夜中に…（2016年1月1日、日本テレビ）※「笑神様は突然に…」特別番組[43]
- ケンコバのバコバコテレビ（2016年1月15日、サンテレビ）
- 24時間テレビ（2016年、2017年、2018年、日本テレビ）※有吉反省会スペシャルに出演。
- 360°まる見え！VRアイドル水泳大会（2017年4月25日、フジテレビ）[44]
- 深夜に発見!新shock感〜一度おためしください〜（2018年4月14日、テレビ東京）
- ZOOM UP!「ぱいぱいでか美の見つめすぎちゃって申し訳ございません！Supported by日本工学院」（2019年9月18日 - 11月27日、MUSIC ON! TV）[45]
  - M-ON! Season2 ぱいぱいでか美の学びすぎちゃって申し訳ございません！Supported by日本工学院（2020年9月2日 - 12月16日、MUSIC ON! TV）
  - M-ON! Season3 ぱいぱいでか美の騒ぎすぎちゃって申し訳ございません！Supported by日本工学院（2021年6月2日 - 9月15日、MUSIC ON! TV）
- ギリギリライブ イマドキ女子のリアル生態調査（2021年10月12日、10月19日、10月26日、北海道文化放送）
- 松丸亮吾の謎解き予備校（2022年1月3日 - 3月7日、ひかりTV）[46]
- キャラダチミュージアム〜MoCA〜（2022年4月10日 - 2023年3月26日、フジテレビ）- リアクター（和田彩花の海外留学のため）
- フリースタイルティーチャー（2022年9月7日 - 10月19日、テレビ朝日）- 女性芸能人No.1ラッパー決定トーナメント編
- BOOKSTAND.TV（2022年10月4日 - 、BS12 トゥエルビ）- MC[47]

### ラジオ
- 赤江珠緒 たまむすび（2015年8月26日、2016年12月14日、2017年12月13日、2018年12月26日、2019年12月11日、2021年3月24日、TBSラジオ）
- 恋汐りんごとぱいぱいでか美のぱいはわラジオ（2016年3月2日 - 2018年10月18日、Podcast）
  - 恋汐りんごとでか美ちゃんのぱいはわラジオ ちょき（2019年2月20日 - 2023年6月29日、Podcast）[48]
- 「78musi-curate」TOWER RECORD zone (2021年1月25日、4月20日 - 、bayfm)- 毎月第3火曜日担当ナビゲーター [49]
- よゐこ有野のノーギャラジオ（2021年12月4日 - 2022年3月19日、MBSラジオ）- アシスタント[50]
  - よゐこ有野のノーギャラジオ シーズン2（2022年4月4日 - 6月20日、Radiotalk）[51]
  - よゐこ有野のノーギャラジオ シーズン3（2022年7月4日 - 10月17日、Radiotalk）
  - よゐこ有野のノーギャラジオ シーズン4（2022年11月13日 - 2023年3月19日、MBSラジオ）
  - よゐこ有野のノーギャラジオ シーズン5（2023年4月3日 - 6月26日、Radiotalk）
  - よゐこ有野のノーギャラジオ シーズン6（2023年10月2日 - 2024年1月1日、MBSラジオ）
- ハロヲタのオールナイトニッポン（2022年1月4日、ニッポン放送）[52]
- でか美ちゃんのオールナイトニッポン0(ZERO)（2022年1月24日、ニッポン放送）[53]
- FAV FOUR（2022年5月4日 - 、FM NACK5）- 水曜アシスタント[54]
- こねくと（2023年4月4日 - 、TBSラジオ）- 火曜パートナー[55]

### ウェブ番組
- DTテレビ（ABEMA）不定期出演[56]
- おぎやはぎの「ブス」テレビ（ABEMA）不定期出演
- 矢口真里の火曜The NIGHT（2018年5月1日、10月26日[57]、2021年8月4日、9月29日、10月6日、10月27日、11月10日、12月22日、2022年1月12日、2月23日[58]、6月22日、8月24日、11月2日 - 23日、12月14日 - 28日、ABEMA）2021年9月、2022年2月はアシスタントMC、2021年10月 - 12月は岡野サポーター
- AV紳士（2018年10月 - 2019年7月、ピクションシネマ[59]） - MC
- 猫舌SHOWROOM「豪の部屋」（2018年10月2日、2019年3月5日、12月24日、2022年1月4日、SHOWROOM）
- スピードワゴンの月曜The NIGHT（2018年10月30日[60]、2019年3月5日、8月20日、9月10日、2020年3月23日、12月8日[61]、2021年3月16日、2022年8月23日、12月27日、ABEMA）
- AV紳士2  今宵、アナタと、AVと。（2019年11月1日 - 2020年10月1日、ピクションシネマ） - MC
- DDTの木曜The NIGHT（2019年11月22日、2021年8月20日、ABEMA）
- 街録ch〜あなたの人生、教えて下さい〜（2021年8月4日、YouTube番組）[62]
- TOKYO IDOL × M（2022年10月14日 - 、ニコニコチャンネル TIF公式チャンネル）- MC

### 映画
- AMERICAN TANKTOP MANIA（2015年9月13日、静岡Freakyshowにて初上映） - 村長の娘（ヒロイン） 役[63]
- なっちゃんはまだ新宿（2017年12月9日、バップ＝SPOTTED PRODUCTIONS） - ぱいぱいでか美（本人） 役
- 『16』と10年。遠く。（2020年2月19日、Backlight Film Co.） - ぱいぱいでか美（本人） 役
- あの頃。（2021年2月19日公開、ファントム・フィルム） - AV女優愛田もなみのマネージャー 役[64]

### 舞台
- 江古田のガールズ10周年記念特別公演・第2弾「渋い劇の祭『本当にあったら怖い話』」（2019年6月26日 - 30日、CBGKシブゲキ!!） - 売れないアイドル・ボインドル理奈 役[65][66]

### ウェブCM
- ドラゴンポテト「超うまいダンス」篇[67]

### 映像作品
- ゲスの極み乙女。 4th Single「オトナチック/無垢な季節」初回限定盤DVD（2015年10月14日、ワーナーミュージック・ジャパン）
- ゲスの極み乙女。 2nd Album「両成敗」初回限定盤DVD（2016年1月13日、ワーナーミュージック・ジャパン）

### ミュージックビデオ
- 大森靖子
  - 「愛してる.com」（2016年1月21日、YouTube）[68]
  - 「生kill the time 4 you、、❤」（2016年3月16日、YouTube）[69]
- 軟式globe「爺-POP」（2016年3月11日、YouTube）[70]
- Mega Shinnosuke「O.W.A.」（2019年5月16日、YouTube）[71]
- CHINTAKU「君は怒る時、そういうの忘れてる」（2022年6月4日、YouTube）[72]
- 平野友里「1995」（2023年1月29日、YouTube）[73]
- ゴホウビ「ヤコウチュウ」（2023年10月18日、YouTube）[74]

### モデル
- 関根いおん写真展「今を翔ける」（2022年10月1日 - 9日、東急プラザ渋谷ポップアップスペース「111」）[75][76]

## 作品

### デジタルシングル
| 発売日        | 作品名                                     | 作詞       | 作曲              | 編曲                  | 備考                                  |
| ------------- | ------------------------------------------ | ---------- | ----------------- | --------------------- | ------------------------------------- |
| 2018年9月12日 | 最高のオンナ                               | でか美     | でか美            | michitomo、かずぼーい | 「吉川友にぱいぱいでか美」名義        |
| 2019年3月2日  | 可哀想なオンナ                             | でか美     | でか美            | michitomo、かずぼーい | 「吉川友にぱいぱいでか美」名義        |
| 2020年3月10日 | 都会のオンナ                               | でか美     | でか美            | ENIXES、michitomo     | 「吉川友にぱいぱいでか美」名義        |
| 2021年7月21日 | 手を合わすオンナ                           | でか美     | でか美            | きなみうみ            | 「吉川友にぱいぱいでか美」名義        |
| 2021年3月24日 | イェーーーーーーーーーー！！！！！！！！！ | でか美     | でか美            | ONIGAWARA             |                                       |
| 2021年7月2日  | でか美祭テーマソング                       | でか美     | でか美、michitomo | michitomo             |                                       |
| 2022年6月3日  | NEVER BE YOUR LITTLE GIRL                  | 大森靖子   | 大森靖子          | sugarbeans            |                                       |
| 2022年7月1日  | 愛挽きハンバーグ                           | でか美     | でか美            | 斉藤伸也（ONIGAWARA） | 「ハンバーグ師匠 toでか美ちゃん」名義 |
| 2024年2月8日  | Flipped Over                               | 古坂大魔王 | 古坂大魔王        | 古坂大魔王            | 「ミカ・デ・カサコ」名義              |

### 作詞提供曲
- 柳♡箱「皆さん、Love&Peaceです!」（2018年7月10日）[87]

作詞：でか美、作曲：KOJI oba
- BYOB

「After Dark」（2019年10月3日）
作詞：PPPNIIISE（でか美）、作曲：nagomu tamaki
「freak out」（2020年7月31日）
作詞：でか美、作曲：nagomu tamaki
- エレクトリックリボン「パラレるパラリる」（2019年11月6日）[90]

作詞：でか美、作曲：ハシダカズマ
- courtesea「愛してって言ってみたりしちゃって」（2022年8月23日）[91]

作詞：でか美、作編曲：connie
- 平野友里「辞書欲しい」（2024年9月4日）[92]

作詞：でか美ちゃん、作編曲：SZK

### 映像作品
- イメージDVD「STAY GOLD」（2017年10月20日、竹書房）[22]

## 執筆

### 書籍
- 桃色の半生！〜仲井優希がぱいぱいでか美になるまで〜（2019年2月22日、リットーミュージック）[93]

### 連載コラム
- ぱいぱいでか美のパンティーライン（2016年1月4日 - 2018年3月26日 、SANSPO.COM）
- ぱいぱいでか美、桃色の半生！（2018年4月16日 - 2019年2月4日、エンタメサイト「耳マン」）[94]
- でか美ちゃんのテレビの金言（2021年7月4日 - 2022年8月31日、QJWeb）[95]
- 柚木麻子と朝井リョウとでか美ちゃんの流れる雲に飛び乗ってハロプロを見てみたい（2021年6月18日 - 、CDジャーナル）- 柚木麻子、朝井リョウとの合同連載
- でか美ちゃんの長すぎるひとりごと（2022年9月26日 - 、QJWeb）[96]

### 小説
- 文藝 2022年夏季号「名前だけでも覚えてください」（2022年4月7日、河出書房新社）[97]